# Bij Père Lathuille
Bij Père Lathuille (Frans: Chez Père Lathuille) is een schilderij van Édouard Manet. Hij schilderde deze restaurantscène in 1879, enige jaren voor zijn dood. Het jaar daarop stelde hij het op de Parijse salon tentoon. Tegenwoordig maakt het werk deel uit van de collectie van het Museum voor Schone Kunsten in Doornik.

## Voorstelling
Père Lathuille was een restaurant aan de Avenue de Clichy, niet ver van het beroemde café Guerbois, dat Manet vaak bezocht. In 1879 vroeg hij de actrice Ellen Andrée, die vaker als model voor de schilder had gediend, en Louis Gauthier-Lathuille, zoon van de eigenaar, te poseren in de tuin van het restaurant. Omdat Andrée niet verscheen op een vervolgsessie, verving Manet haar door Judith French, een familielid van de componist Jacques Offenbach. Deze werkwijze is typerend voor Manet, die zijn schilderijen graag de indruk van een momentopname meegaf, maar ze nauwgezet ensceneerde.
Het schilderij heeft een ambigu karakter. Op het eerste gezicht lijkt een liefdesscène afgebeeld tussen een jongeman en een wat oudere vrouw. Er zijn echter goede redenen om vraagtekens te plaatsen bij die interpretatie. Zo lijkt de jongeman niet op een stoel te zitten, maar op zijn hurken naast de vrouw en is de tafel slechts voor één persoon gedekt. Het wijnglas dat de jongen in zijn hand houdt, is waarschijnlijk van de vrouw. Deze laatste maakt een afwerende indruk, gezien haar stijve, wat naar voor gebogen houding. Zo bekeken zou het schilderij ook een gewaagde versierpoging kunnen uitbeelden. Sommige auteurs spreken in dit opzicht zelfs over een gigolo.
Ook de ober op de achtergrond neemt een dubbelzinnige positie in. Hij zou het tafereeltje als soort een voyeur kunnen bekijken, maar evengoed zou hij kunnen wachten tot de jongeman de vrouw met rust laat en hij haar koffie in kan schenken uit de kan in zijn hand.
Hoewel Manet veel met de impressionistische schilders omging, heeft hij op artistiek gebied lange tijd afstand bewaard. Pas vanaf 1874 werd zijn palet duidelijk lichter van kleur en omarmde hij het schilderen in de open lucht. Bij Père Lathuille is een zeer geslaagd voorbeeld van deze nieuwe manier van schilderen. Tijdens de eerste tentoonstellingen in 1880 en 1884 oogstte het werk om zijn schilderstijl de nodige kritiek. De schrijver Joris-Karl Huysmans prees het schilderij echter om zijn moderniteit, omdat het stadsleven van Parijs in die tijd zonder opsmuk tot onderwerp was genomen en schitterend uitgewerkt.

## Herkomst
- 4 - 5 februari 1884: het schilderij bevindt zich in de nalatenschap van Manet en wordt gekocht door Théodore Duret.
- 19 maart 1894: gekocht door Henri Van Cutsem.
- 1904: nagelaten aan de beeldhouwer Guillaume Charlier.
- 1925: nagelaten aan het Museum voor Schone Kunsten in Doornik.